# Міжнародні природоохоронні організації
Міжнародна природоохоронна організація — це організація, яка спрямована захищати, аналізувати та контролювати стан довкілля.
Спочатку заходи щодо захисту природи були внутрішньою справою кожної держави. Створювалися спеціальні органи: комітети охорони навколишнього середовища, міністерства охорони навколишнього середовища, агентства захисту навколишнього середовища тощо. Однак після двох світових та ряду локальних війн, поширення споживацької психології, коли людина усвідомлює себе вищою за природу, та ряду екологічних катастроф світова громадськість активізувала заходи з боротьби за охорони природи.

## Завдання міжнародних природоохоронних організацій
Серед основних завдань міжнародних природоохоронних організацій можна виділити такі:
1. поширення екологічної освіти та екологічного виховання населення і передусім молоді;
2. контроль за станом природного середовища;
3. науково-дослідницька діяльність з охорони довкілля;
4. створення фондів та інших об'єднань, покликаних оберігати природу;
5. організація заходів із забезпечення безпеки довкілля та покращення екологічної ситуації.

Логотип організації UNESCO

## Перелік головних міжнародних природоохоронних організацій

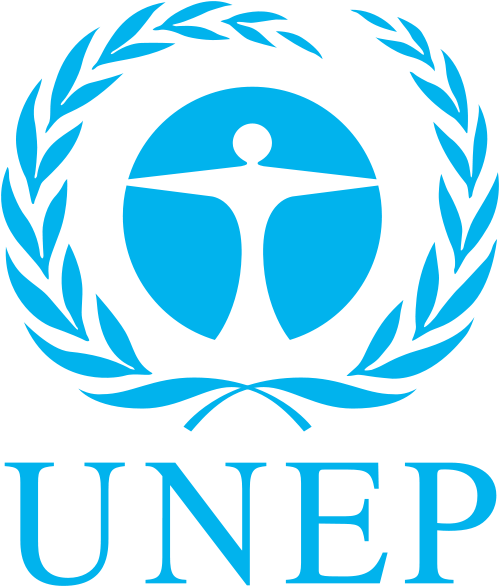
Логотип організації UNEP

- ЮНЕСКО — міжнародна комісія ООН з освіти, культури, що займається також проблемами екологічної освіти та виховання;[1]
- ЮНЕП — міжнародна програма з охорони навколишнього природного середовища, що має три основних напрямки: перший — оцінка якості навколишнього природного середовища, другий — моніторинг і управління природними процесами у сфері рослинного, тваринного світу, третій — розробка допоміжних заходів. У її структурі працюють Міжнародна океанографічна комісія та Міжнародна рада з вивчення морів, яка проводить дослідження Атлантичного океану і його морів, зокрема Азовського та Чорного;[2]
- ЮНІСЕФ — Всесвітній дитячий фонд ООН, що приділяє увагу неформальній екологічній освіті та вихованню дітей і молоді;[3]
- ЮНЕП — програма ООН, спрямована на вирішення найгостріших проблем сучасної екологічної кризи (опустелювання, погіршення якості і зменшення кількості прісних вод, забруднення Світового океану);[4]
- ЮНСЕД — Конференція ООН по навколишньому середовищу й розвитку;[5]Логотип організації UNEP
- ВООЗ — Всесвітня організація охорони здоров'я — приділяє увагу інформації населення про стан життєвого середовища, надає медичну допомогу країнам, що терплять лихо.[6]
- ФАО — федерація з проблем харчування та сільського господарства;[7]
- ВМО — Всесвітня метеорологічна організація, що веде глобальний екологічний моніторинг атмосфери;[8]
- МСОП — міжнародний союз охорони природи, створений з метою збереження природних ресурсів.[9]
- ЕСКАТО — Економічна й соціальна комісія для Азії й Тихого океану.[10]